# Calleupalamus congicus
Calleupalamus congicus là một loài tò vò trong họ Ichneumonidae.